# Українка в світі
«Українка в світі» — канадський щоквартальний бюлетень, пресовий орган Світової федерації українських жіночих організацій (СФУЖО). Виходить з 1962 у Філадельфії. Часопис спрямований на координацію праці товариств — членів СФУЖО, обговорення актуальної жіночої проблематики та інформацію про сучасне становище жінки в Україні.
З 1983 Екзекутива СФУЖО і часопис перенеслися з Америки до Канади.
З вісником можна ознайомитись за посиланням в інтернеті.

## Редакторки
Станом на кінець 2014 редакторкою журналу була Орися Сушко, голова СФУЖО.
У 1983–2000 редакторкою газети була Ярослава Зорич, до редакційної колегії в 1983 входили Оксана Бризгун-Соколик, Лідія Бурачинська, Марія Горбань, Іваїша Зельська, Наталія Пазуняк, Дора Рак, Олександра Сулима-Бойко.
Головною редакторкою видання була також Ірина Пеленська (1906–1990).